# Experiment of Leith

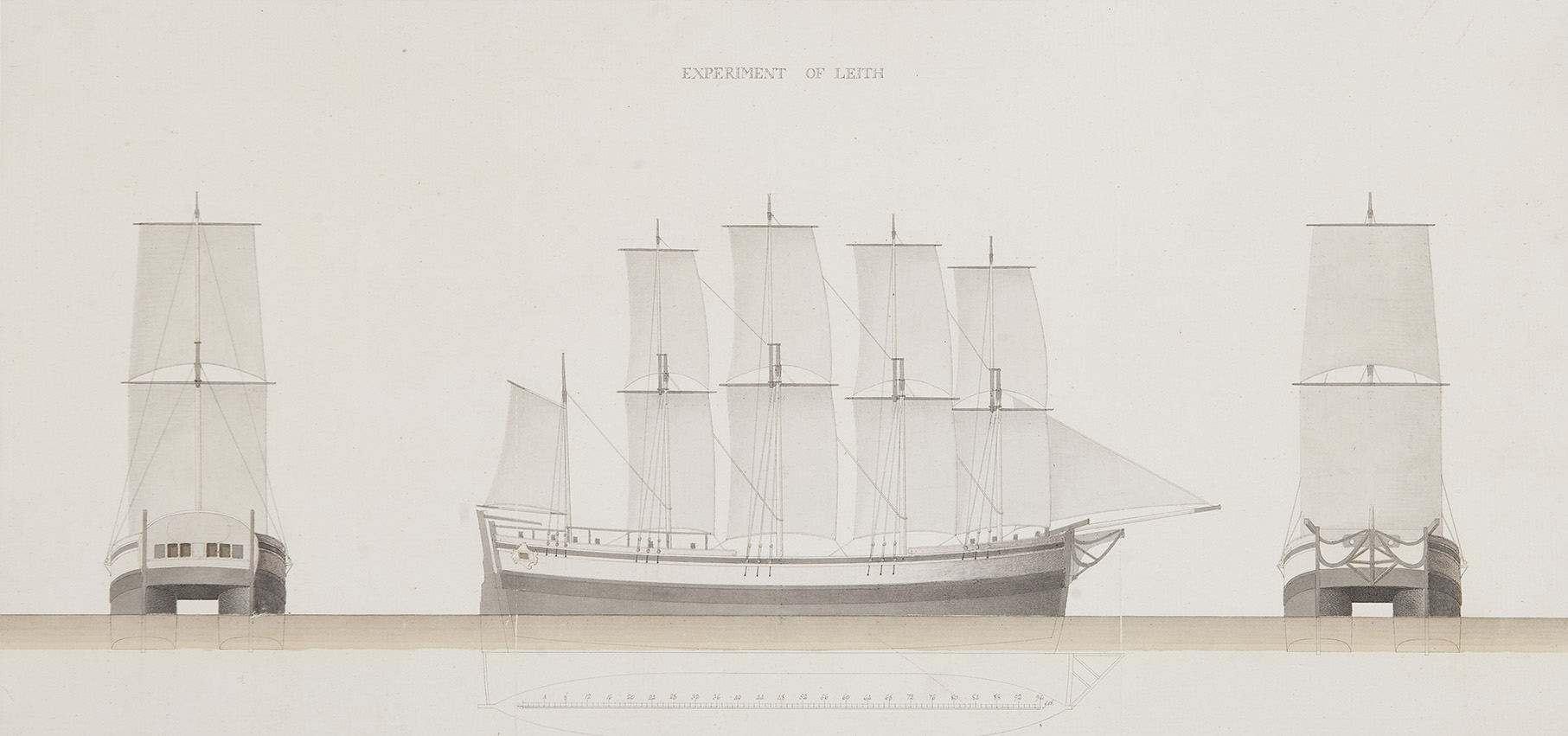
Fartyget Experiment of Leith

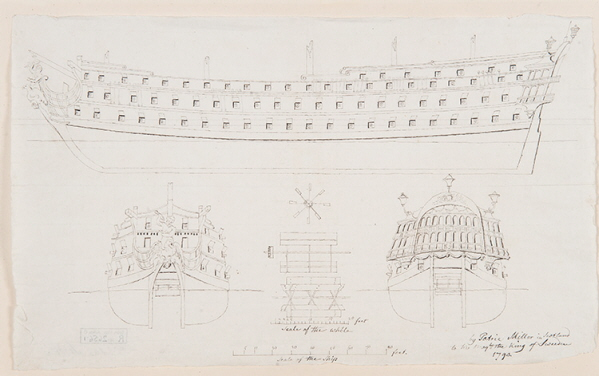
Experiment of Leith var en prototyp till ett större fartyg som aldrig byggdes, Sjöspöket eller The Sea Ghost

Experiment of Leith är en katamaran som tillverkades av den skotska bankiren Patrick Miller of Dalswinton för att användas i Gustav III:s krig mot Ryssland 1790, men när fartyget nådde fram var kriget redan slut.

## Fartyget
Fartyget hade fem master. Dess två skrov var 32 meter långa och 3,7 meter breda. När det inte seglade kunde det även drivas i över 4,3 knop med de 4 eller 5 skovelhjulen mellan skroven som via koniska växlar drevs av två gångspel. Skovelhjul kom senare att bli vanligare när fartyg drevs med ångmaskiner och Miller installerade också en ångmaskin i ett av sina fartyg med två skrov.
Experiment of Leith lades vid östra sidan av Skeppsholmen i Stockholm och blev liggande i drygt fyra år innan det enligt tidningen Extra-Posten sänktes 1794 utanför Fredrikshov (nuvarande Strandvägen) för att utgöra fundament till en brygga (senare Djurgårdsbrons nordvästra fäste).
Fartyget var en mindre variant av ett tilltänkt fartyg, Sjöspöket, The Sea Ghost, eller The Sea-Spook med 144 kanoner, 1000 mans besättning, 74 meter långt och 19 meter bred, men Fredrik Henrik af Chapman avrådde från att det tillverkades:
| ”                                              | Att efter denna idé vill tillskapa ett stort bestyckat örlogsskepp, är just detsamma som att vilja giva åt en elefant samma skapnad som en loppa för att kunna hoppa 100 gånger dess höjd upp i vädret, men det blir slutligen en bortskämd elefant och ingen loppa. | „ |
| – Fredrik Henrik af Chapman, 16 december 1790, | |   |

## Gulddosan
I gengäld för skeppet fick Miller av Gustav III en av Friedrich Fyrwald specialdesignad gulddosa, stor som en snusdosa, som idag förvaras på Victoria and Albert Museum tillsammans med kungens tackbrev daterat den 20 maj 1791.
Dosan är smyckad med pärlor, kungens porträtt, Femfingerdockorna i Karlskrona, Dockorna vid Sveaborg samt, på undersidan, Experiment of Leith förankrad vid Skeppsholmen och med Galärvarvet i bakgrunden.